# Роберт Енке
Роберт Енке (нім. Robert Enke, нар. 24 серпня 1977, Єна — пом. 10 листопада 2009, Нойштадт-ам-Рюбенберге) — німецький футболіст, воротар.
Насамперед відомий виступами за клуби «Бенфіку» та «Ганновер 96», а також національну збірну Німеччини.

## Клубна кар'єра
Вихованець юнацьких команд футбольних клубів «Карл Цейс» та «Єна Фарм».
У дорослому футболі дебютував 1995 року виступами за «Карл Цейс», в якому провів один сезон, взявши участь лише у 3 матчах чемпіонату.
Протягом 1996—1999 років захищав кольори команди клубу «Боруссія» (Менхенгладбах), поки клуб не вилетів з Бундесліги.
Своєю грою привернув увагу представників тренерського штабу клубу «Бенфіки», до складу якого приєднався влітку 1999 року. Відіграв за лісабонський клуб наступні три сезони своєї ігрової кар'єри. Більшість часу, проведеного у складі «Бенфіки», був основним голкіпером команди.
2002 року на правах вільного агента перейшов у «Барселону», проте став лише третім голкіпером, зігравши за сезон лише 4 матчі в усіх турнірах. Тому для підтримання ігрової практики віддавався в оренду до «Фенербахче» та «Тенерифе».
Влітку 2004 року, після завершення контракту з каталонським клубом перейшов до клубу «Ганновер 96», за який відіграв 5 сезонів. Граючи у складі «Ганновера» також здебільшого виходив на поле в основному складі команди і був основним голкіпером команди до своєї трагічної смерті 10 листопада 2009 року.

## Виступи за збірні
Протягом 1996—1999 років залучався до складу молодіжної збірної Німеччини. На молодіжному рівні зіграв у 15 офіційних матчах.
28 березня 2007 року дебютував в офіційних матчах у складі національної збірної Німеччини. Всього провів у формі головної команди країни 8 матчів.
У складі збірної був учасником чемпіонату Європи 2008 року в Австрії та Швейцарії, де разом з командою здобув «срібло», проте будучи дублером Єнса Леманна на поле жодного разу не вийшов.

## Смерть
Загинув 10 листопада 2009 року в містечку Нойштадт-ам-Рюбенберге під Ганновером у віці 32 років. 
10 листопада 2009 року о 18:25 за місцевим часом Енке зупинив автомобіль в 10 метрах від залізничної колії, поклав гаманець на пасажирське сидіння. Він не став замикати машину, а просто пішов уздовж шляхів. Приблизно через 100 метрів його збив експрес Гамбург—Бремен, поїзд їхав зі швидкістю 160 км на годину. Відомо, що Роберт звертався за психіатричною допомогою ще в 2003 році, коли не зміг закріпитися в основному складі «Барселони». З того часу він постійно спостерігався у психіатра, страждаючи від депресії і страху втратити роботу і сім'ю. Перед смертю він розмовляв з лікарем і відмовився лягати в стаціонар. У передсмертній записці, виявленій на передньому сидінні машини, за інформацією німецьких ЗМІ, Енке просив вибачення у сім'ї та лікарів.

## Досягнення
- Віце-чемпіон Європи: 2008
- Найкращий воротар Бундесліги: 2008/09
- Бронзовий призер чемпіонату Португалії: 1999/00